# Павел Елянов
Павел Елянов (на украински: Павло Ельянов) е украински шахматист, международен гросмайстор.

## Шахматна кариера
През юли 2005 г. спечелва международен турнир в Амстердам с резултат 7 точки от 9 възможни.
През 2007 г. става победител в група „B“ на турнира „Корус“ с 9 точки от 13 възможни. Същата година участва в световната купа по шахмат, където е отстранен в първия кръг.
През юни 2008 г. заема четвърто място на турнира „Аеросвит“ с 6 точки от 11 възможни. Същият резултат има завършилият на трета позиция Сергей Карякин. През август заема второ място на турнира „Ордикс Оупън“. В крайното класиране има еднакъв резултат с Ян Непомнящий (9,5 точки от 11 възможни), но украинецът не спечелва състезанието заради по-лоши допълнителни показатели.
През 2009 г. участва в световната купа по шахмат, където е отстранен в третия кръг от Владимир Малахов след тайбрек. Същата година спечелва европейската клубна купа с отбора на „Икономист“ (Саратов).
През май 2010 г. спечелва шестия турнир от веригата „Гран при на ФИДЕ“, който е проведен в руския град Астрахан. Елянов става едноличен победител с резултат 8 точки от 13 възможни. През юни заема второ място с отбора си във френската лига.

## Личен живот
Елянов е женен за украинската международна майсторка за жени Олена Дворецка. Двойката сключва брак през април 2009 г.